# Estação Pajaritos
A Estação Pajaritos é uma das estações do Metrô de Santiago, situada em Santiago, entre a Estação Neptuno e a Estação Las Rejas. Faz parte da Linha 1.
Foi inaugurada em 15 de setembro de 1975. Localiza-se no cruzamento da Avenida General Bonilla com a Rua Santa Marta. Atende a comuna de Lo Prado.